# Авторское право в Омане
Авторское право в Оман регулируется законом Об охране авторского права и смежных прав, утверждённом Королевским Указом № 65/2008, и Королевским Указом № 132/2008.

## История
Первый закон Об авторском праве в Оман был принят в 1996 году Королевским Указом № 47/1996. Этот закон был позднее переделан в ожидании вступления Омана в организацию ВТО в 2000 году. Королевским Указом № 37/2000 выпущен второй вариант закона об авторском праве Омана. Королевским Указом № 65/2008 издан третий вариант закона об авторском праве.

## Защита авторских прав
Оманское авторское право охраняет любые оригинальные литературные, художественные и научные работы автоматически с момента их создания без необходимости предпринимать каких-либо формальности, независимо от стоимости, вида, способа выражения, или целей, для которых создано произведение.

### Предмет защиты авторских прав
Статья 2 Оманского закона об авторском праве предоставляет широкое определение того, что может подпадать под действие авторско-правовой охраны. В ней говорится, что литературные, художественные и научные произведения охраняются независимо от их значения, вида, средств выражения, или замысла для их создания. В этой же статье приводится примерный перечень работ, которые явным образом включены в сферу защиты и которые включает в себя все виды литературных и художественных произведений в дополнение к ЭВМ и баз данных.
Статья 4 Закона описывает, что не охраняется авторским правом:
- Простые идеи, процедуры и методы для ведения бизнеса, математические уравнения и принципы, открытия и данные.
- Официальные документы: законы, постановления, решения, международные договоры и соглашений, судебные решения, арбитражные решения, решения, принимаемые административными органами, судебными функциями, официальный перевод таких документов.
- Ежедневные новости и текущие события.

### Экономические права
Оманский закон предоставляет владельцу авторских прав на произведение следующие исключительные имущественные права:
- Право на воспроизведение произведения.
- Право переводить произведение, создать его адаптации, переставить его в музыкальном плане, или изменить его в другую форму.
- Право продать произведение или любые его копии.
- Право сделать работу в коммерческих целях.
- На право выполнения работ для общественности.
- Право показывать произведение для публики.
- Право вещания работы.

### Моральные права
Не имущественные права в соответствии с авторским правом не могут быть аннулированы или отчуждены. Моральные права, предоставляемые в соответствии с законом, предоставляют право авторам возражать против любого искажения, извращения, изменения, или иное посягательство в отношении его произведения, способного нанести ущерб чести или репутации автора.

### Бесплатное использование
Оманский закон об авторском праве предусматривает ряд исключений, которые позволяют гражданам осуществлять следующие действия в отношении любого авторского права работать без необходимости получения разрешения владельца авторских прав:
1. Воспроизведение сегментов работы для иллюстрации, отзыва, или критики.
2. Использование в работе для некоммерческих образовательных целях для студентов в аудитории.
3. Воспроизведение одного экземпляра произведения библиотеками или другими некоммерческими организациями, чтобы обеспечить человеку копию для исследований или создать архивную копию.
4. Воспроизведение, вещание, или доведение до общественности сегментах ежедневных новостей в прессе.
5. Воспроизведение одной копии программного обеспечения, чтобы позволить надлежащее использование программного обеспечения, создание резервной копии или адаптирование программного обеспечения к работе на конкретном компьютере.
6. Выполнение работы в публичных религиозных церемониях.
7. Выполнение работы для некоммерческого обучения в классе.
8. Создание временных экземпляров произведения путём передачи в эфир учреждения для использования в своих программах.

### Продолжительность защиты авторских прав
Продолжительность срока действия авторского права в Оман обобщена в таблице:
| Работа | Продолжительность |
| --- | --- |
| Любая работа, кроме аудио-визуальные, коллективные, произведения прикладного искусства, сделанные одним известным автором          | Срок жизни автора плюс 70 лет с начала года, следующего за годом смерти автора                                        |
| Любая работа, кроме аудио-визуальные, коллективные, произведения прикладного искусства, сделанные более чем одним автором          | Срок жизни всех авторов плюс 70 лет с начала года, следующего за годом смерти последнего пережившего других соавторов |
| Опубликованы работы , чем другие аудио-визуальные, коллективные, произведения прикладного искусства, сделанные неизвестным автором | 90 лет с начала года после публикации работы                                                                          |
| Неопубликованные работы иные, чем аудиовизуальные, коллективные, произведения прикладного искусства, сделанные неизвестным автором | 120 лет с начала года, следующего за завершением работы                                                               |
| Опубликованы аудио-визуальные, коллективные, прикладного искусства работы                                                          | 90 лет с начала года после публикации работы                                                                          |
| Неопубликованные аудио-визуальных и коллективные, прикладного искусства работы                                                     | 120 лет с начала года, следующего за завершением работы                                                               |

## Смежные права
Помимо защиты авторских прав закон об авторском праве обеспечивает дополнительную защиту выступлений, аудиозаписи и трансляций.

### Права исполнителей
Спектакли имеют следующие исключительные имущественные права:
1. Вещание и доведение до общественности не записанного исполнения.
2. Фиксация исполнения в любой форме.
3. Доведение до всеобщего сведения репродукции.
4. Аренда репродукции фиксированной производительности для коммерческих целей.

Продолжительность экономических прав исполнителей длится 95 лет начиная с года, следующего за публикацию фиксированной производительностью, или 120 лет, начиная с года, следующего за годом завершения спектакля, если спектакль не опубликован в течение 25 лет после его создания.
В дополнение к этим экономическим правам, исполнители имеют морального права, одинаковые с правами владельцев авторских прав, которые не могут быть отменены и являются вечными и независимыми от экономических прав.

### Звукозапись
Производители фонограмм имеют следующие исключительные имущественные права:
1. Воспроизведение звуковых записей любым способом, включая воспроизведение и велосипедов.
2. Вещание и информирование общественности об аудиозаписи.

Продолжительность экономических прав производителей звукозаписей длится 95 лет начиная с года, следующего за публикацию записи звука, или 120 лет, начиная с года, следующего за годом завершения записи звука если звук записи не опубликован в течение 25 лет после его создания.

### Права вещательных организаций
Вещательные органы имеют следующие исключительные имущественные права:
1. Фиксация, воспроизведение, вещание, ретрансляцию, и доведение до общественного вещания программ.
2. Информирование населения телевизионными записями своих программ без лицензии.
3. Запись, воспроизведение, сдачу в аренду, ретрансляцию, доведение до всеобщего сведения и доведение до общественности.

Продолжительность экономических прав вещателей длится в течение 20 лет, начиная с года, следующего за годом первой трансляции вещательной программы.

## Членство Омана в международных договорах об авторских правах
Оман является членом следующих авторских договоров:
- Бернской Конвенции об охране литературных и художественных произведений[15]
- Договор ВОИС по авторскому праву
- ВОИС по Исполнениям и Фонограммам